# Pineus sylvestris
Pineus sylvestris är en insektsart som beskrevs av Annand 1928. Pineus sylvestris ingår i släktet Pineus och familjen barrlöss. Inga underarter finns listade i Catalogue of Life.